# Trångsund-Skogås församling
Trångsund-Skogås församling är en församling i Huddinge-Botkyrka kontrakt i Stockholms stift. Församlingen ligger i Huddinge kommun i Stockholms län och ingår i Huddinge pastorat.

## Administrativ historik
Församlingen bildades 1974 genom en utbrytning ur Huddinge församling och bildade då ett eget pastorat. Namnet var till januari 2012 Trångsunds församling. Från 2014 ingår församlingen i ett utökat Huddinge pastorat.

## Areal
Trångsunds församling omfattade den 1 november 1975 (enligt indelningen 1 januari 1976) en areal av 34,3 kvadratkilometer, varav 30,3 kvadratkilometer land.

## Kyrkor
- Mariakyrkan i Skogås
- Tacksägelsekyrkan i Trångsund

## Series pastorum
- Ingvar Laxvik 1974-1981
- Bertil Johansson 1981-1989
- Lars-Åke Spånberger 1989-1993
- Arne Nilsen 1994-2015
- Maria Eksmyr 2015-2016
- Jerker Ekvall 2017-